# یواس‌اس لبنان (ای‌کی-۱۹۱)
یواس‌اس لبنان (ای‌کی-۱۹۱) (به انگلیسی: USS Lebanon (AK-191)) یک کشتی بود که طول آن ۳۳۸ فوت ۶ اینچ (۱۰۳٫۱۷ متر) بود. این کشتی در سال ۱۹۴۴ ساخته شد.